# Доктор Ватсон
До́ктор Джо́н Ва́тсон (або Во́тсон, англ. John Hamish Watson) — персонаж оповідань шотландського письменника Артура Конан-Дойла про Шерлока Холмса, його надійний помічник у розслідуванні найзаплутаніших справ.
Ватсон — британський лікар, співмешканець, асистент та просто друг видатного Шерлока. Джон «описав» майже 56 заплутаних історій про його спільну роботу з Холмсом та їхні розслідування.
Містер Ватсон побував в Афганістані, взяв участь у англо-афганській війні 1878—1880 рр. У 1881 році Ватсон познайомився з Шерлоком Холмсом, спільно з ним винаймав квартиру на Бейкер-стріт.

## Біографія

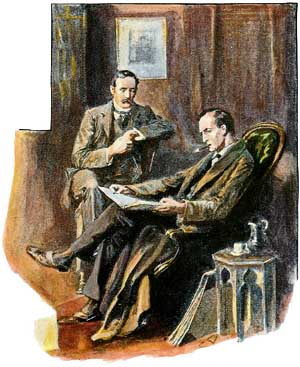
Шерлок Холмс і доктор Ватсон («Порожній будинок»)

Джон Хеміш Ватсон (Вотсон) народився у 1852 році. Через два роки родина переїжджає до однієї з Британських колоній — Австралії. 1865 року Ватсони повертаються до Англії, де хлопець відвідує Веллінгтон-Коледж у Гемпширі. Згодом Хеміш Ватсон вирішує стати хірургом. У 1872 році Джон Ватсон вступає до Лондонського університету. Працює в лікарні св. Варфоломія. 1878 року Дж. Х. Ватсон отримує ранг доктора медичних наук. Як військовий лікар вирушає до Індії. У 1880 р. бере участь у Майвандській битві, де був поранений. На кораблі, який віз товари, доктор Вагтсон пливе до Англії. Дорогою додому він захворів на черевний тиф. Врешті-решт повертається до Лондона.
У 1881 році доктору Ватсону, який тоді шукав пристойне житло, містер Стемфорд, з яким Джон познайомився на війні, рекомендує орендувати квартиру на Бейкер-стріт, 221-б, де мешкав містер Шерлок Холмс. Пізніше знайомство з Холмсом Ватсон опише в повісті «Етюд у багряних тонах». 1883 року доктор Ватсон допомагає розплутати детективу справу під назвою «Пістрява стрічка». Через рік доктор Ватсон вирушає до Америки, де закохується та сватається до Констанції Адамс.
1886 року доктор Ватсон повертається до Лондона й одружується на Констанції. Також Ватсон допомагає Холмсу у справі «Берилова діадема». В грудні 1887 помирає його дружина. Щоб хоч якось вгамувати в собі біль втрати рідної людини, Ватсон повертається жити до свого найкращого друга на Бейкер-стріт, 221-б. Того ж року Ватсон видає повість «Етюд у багряних тонах». Наступного 1888 р. доктор Дж. Х. Ватсон допомагає Холмсу в серії розслідувань. В цьому ж році помирає його брат Генрі Ватсон. Під час справи під назвою «Знак чотирьох» Джон закохується в клієнтку Шерлока Холмса міс Мері Морстен, на якій дещо пізніше одружується.
У 1891 та 1892 рр. видає декілька оповідань про свої пригоди з Шерлоком Холмсом. Невдовзі на Ватсона очікує страшне горе: його друга дружина помирає. 1894 року Ватсон знову повертається на Бейкер-стріт, а також друкує оповідання та повісті. 1902 року переселяється та втретє одружується. До 1913 року публікує нові оповідання. В 1914 році доктор Ватсон допомагає Холмсу в їхній останній справі «Його останній уклін», в якій вони зловили німецького шпигуна.
До кінця життя Ватсон публікував пригоди, які йому довелося пережити. В 1929 році він помер.

## Ім'я
В повісті «Етюд в багряних тонах» зустрічається повне ім'я супутника Холмса Джон Х. Ватсон. З деяких інших оповідань можна зробити висновок, що його звали Джон Хеміш Ватсон (Вотсон). Зокрема, в оповіданні «Людина з розсіченою губою» його жінка називає його Джеймс (а «Хеміш» — шотландський варіант цього імені).

## Характеристика

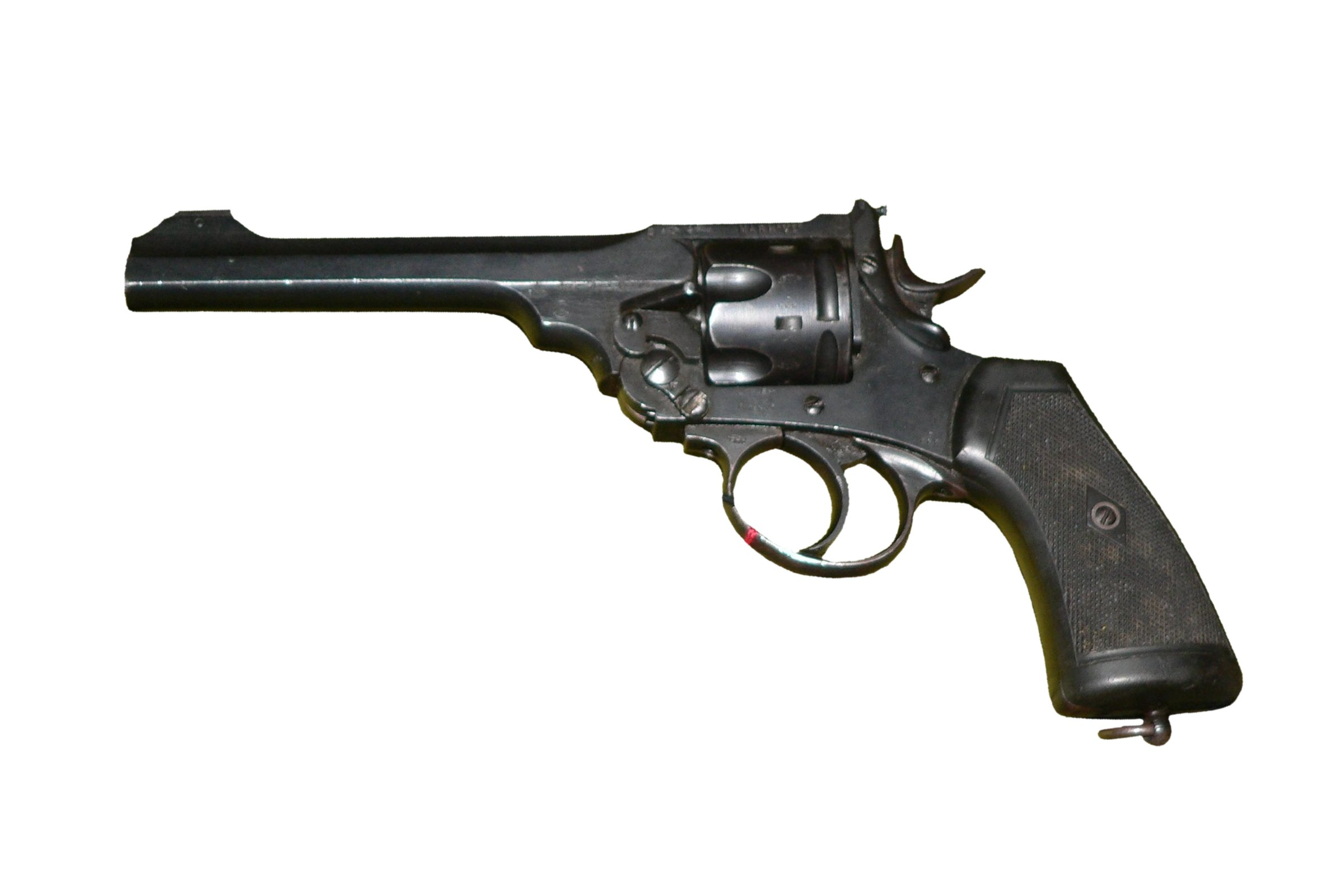
Армійський револьвер Webley Mk VI

Ватсон описується в книжці як типовий англієць Вікторіанської епохи. Він скромний, розумний та мужній. Поступово він багато чого навчився в Шерлока Холмса і добре опанував дедуктивний метод.
Доктор Ватсон вправно стріляв, був надзвичайно глибоко обізнаний у медицині, літературі, філософії, політиці. Улюбленим револьвером Ватсона був армійський Webley Mk VI.

## Джерело
- Биография Шерлока Холмса и доктора Уотсона [Архівовано 24 березня 2010 у Wayback Machine.] (рос.)